# Hervey Gilbert Machen
Hervey Gilbert Machen (ur. 14 października 1916 w Waszyngtonie, zm. 29 listopada 1994 w Annapolis, Maryland) – amerykański polityk związany z Partią Demokratyczną. W latach 1965–1969 przez dwie kadencje Kongresu Stanów Zjednoczonych był przedstawicielem piątego okręgu wyborczego w stanie Maryland w Izbie Reprezentantów Stanów Zjednoczonych.